# Amazonis Planitia
Amazonis Planitia (Амазонська рівнина) — це одна з рівнин на планеті Марс із найслабшою варіацією нерівностей рельєфу — одна з найбільш «гладких» рівнин. Вона розташована між вулканічними провінціями Tharsis та Elysium, на захід від гори Olympus Mons, у квадранглах Amazonis та Memnonia, із центром у точці з координатами 24°48′ пн. ш. 196°00′ сх. д. / 24.8° пн. ш. 196.0° сх. д.. Топографія рівнини демонструє надзвичайно гладку поверхню у декількох різних масштабах.
Назва рівнини походить від назви однієї із класичних альбедо-деталей, помічених першими астрономами, які виконували спостереження над планетою Марс. У свою чергу, ця альбедо-деталь отримала свою назву від амазонок — містичної раси жінок-воїнів.

## Вік та композиція
Хоча їх вік становить лише близько 100 мільйонів років, ці рівнини мають у своєму складі найменшу кількість відкладових шарів, які часто перешкоджають огляду марсіанської поверхні, а також проявляють велику схожість до композиції земної Ісландії. Сформована вільним потоком лави по великій рівнинній місцевості, Amazonis Planitia була описана Вільямом Гартманом як «яскрава запилена вулканічна пустеля, помережана багатьма, на вигляд свіжими, потоками лави.»
Рівнина Amazonis стала першочерговою ціллю сучасних дослідницьких зусиль — як через її геологічну композицію, так і через порівняно молодий вік, якщо порівнювати із іншими регіонами Марса, які часто бувають на декілька сотень мільйонів років старшими. Гартман зауважує, що рівнина дуже нагадує поверхню земної Ісландії, із її «дивними павутиноподібними мережами кряжів та скель, які [на обидвох планетах ділять] більш рівнинні ділянки, утворюючи візерунок на кшталт фрагментів розбитої пластини.» Обидві ділянки землі — Ісландія на Землі та Amazonis Planitia на Марсі — були сформовані із потоків лави, які утворювались в результаті вулканічних вивержень, внаслідок чого вся поверхня виявилася вкритою товстим шаром затверділої лави. Дослідження аерознімків обидвох рівнин — Amazonis та Ісландії — показали майже ідентичні візерунки рельєфу, що свідчить про подібність віку та походження обидвох регіонів.
Як би це не було смішно, але вся сучасна геологічна ера на Марсі була названа Амазонською (Амазонським періодом) тому, що дослідники спершу вирішили, що Amazonis Planitia є типовою представницею всіх марсіанських рівнин. Однак, протягом останніх двох десятиліть, дослідники усвідомили, що молодий вік даного регіону, а також надзвичайно рівнинна поверхня — насправді відрізняють цю область від інших її сусідів. Існує також ймовірність, що ця територія мала цілком виразні відмінності від інших подібних рівнин ще тоді, коли весь Марс був вкритий водою.
Хоча й однозначні висновки щодо точного віку рівнини Amazonis ще не були зроблені, природа даної області (тобто брак відкладових порід) принаймні переконала дослідників у тому, що саме такі регіони найімовірніше можуть стати джерелом майбутніх наукових відкриттів, а тому рівнина Amazonis розглядається як майбутній пункт призначення більшості космічних місій NASA із висадкою на поверхню Марса.

## Галерея

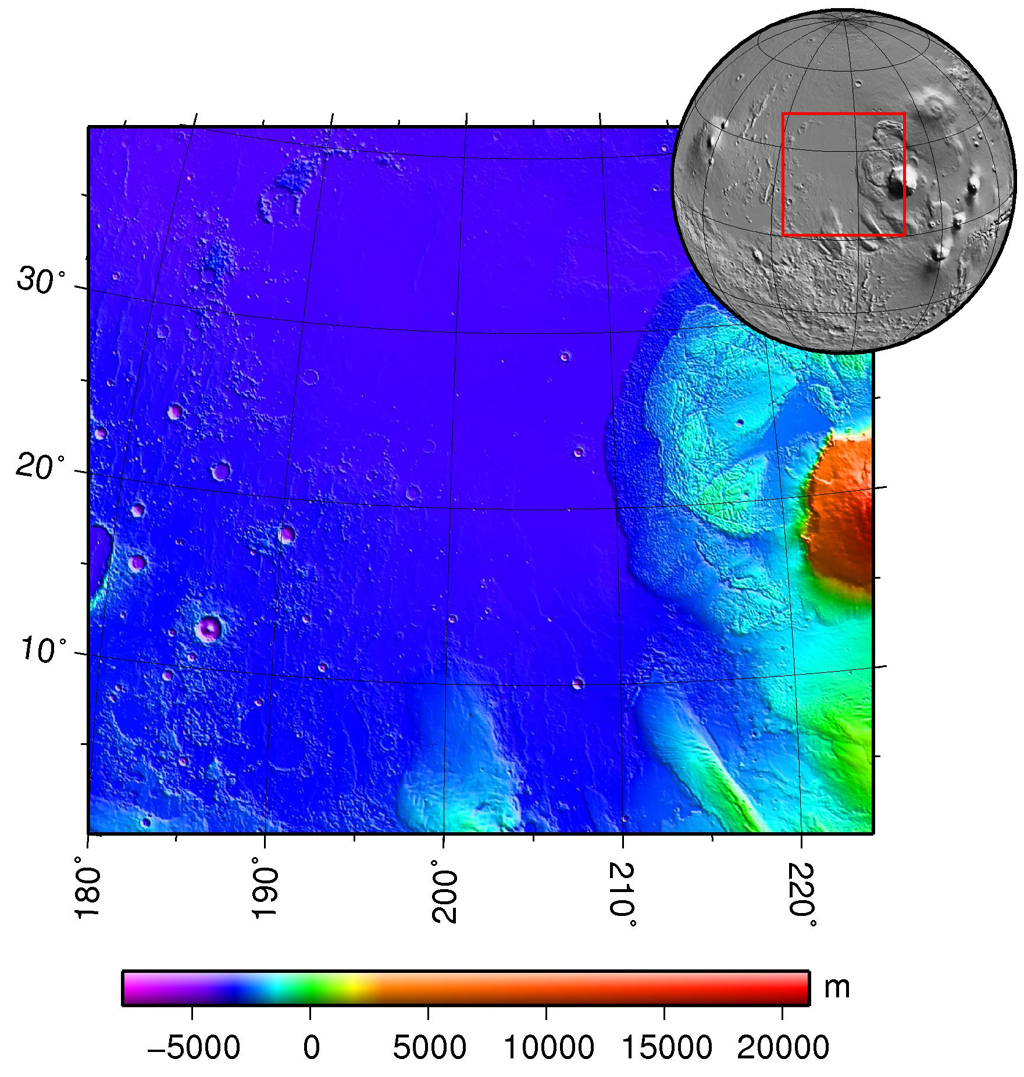
Топографічна карта Amazonis Planitia.
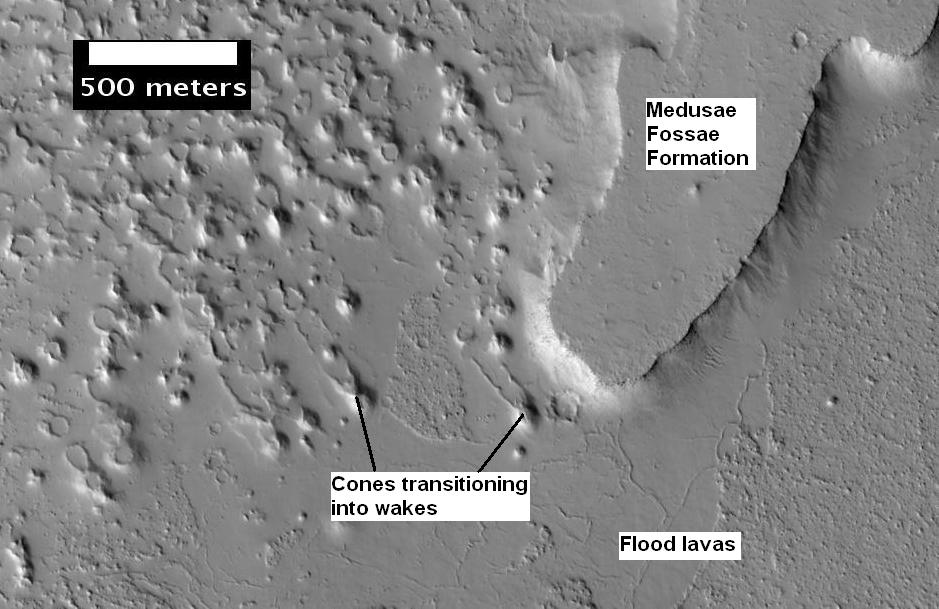
Плато, до якого входять борозна Medusae Fossae та безліч псевдократерів. Знімок виконаний апаратом HiRISE.
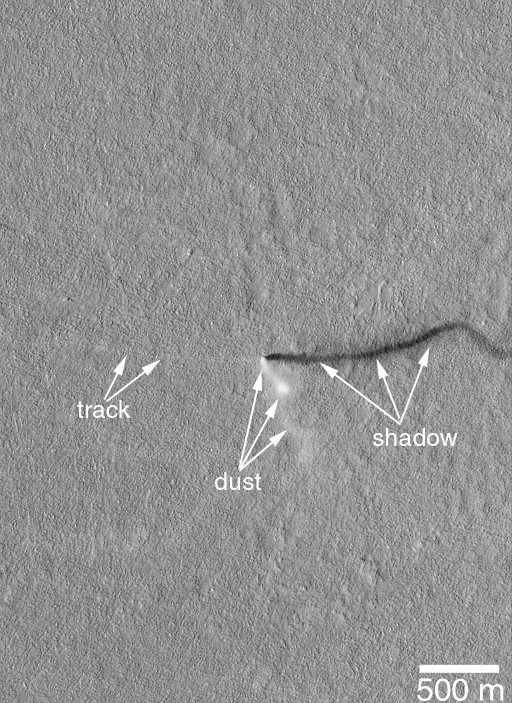
Марсіанський пиловий вихор - на рівнині Amazonis Planitia (10 квітня, 2001) (ще один знімок [Архівовано 3 червня 2016 у Wayback Machine.]) (відео (02:19) [Архівовано 10 січня 2014 у Wayback Machine.]).